# Młodolino
Młodolino – osada w Polsce położona w województwie lubuskim, w powiecie strzelecko-drezdeneckim, w gminie Dobiegniew. W pobliżu osady znajduje się jezioro Młodolino.
W latach 1975–1998 miejscowość administracyjnie należała do województwa gorzowskiego. 
Od 2017 roku działa tutaj Schronisko dla Zwierząt Młodolino. 